# تیرماهی گورخری چینی
تیرماهی گورخری چینی (نام علمی: Ptereleotris zebra) نام یک گونه از سرده تیرماهی‌های پراکنده است.